# Пало Сидро (Калифорнија)
Пало Сидро (енгл. Palo Cedro) насељено је место без административног статуса у америчкој савезној држави Калифорнија.

## Демографија
По попису из 2010. године број становника је 1.269, што је 22 (1,8%) становника више него 2000. године.
| Група             | 2000.         | 2010.         |
| Белци             | 1.140 (91,4%) | 1.127 (88,8%) |
| Афроамериканци    | 7 (0,6%)      | 7 (0,6%)      |
| Азијати           | 19 (1,5%)     | 6 (0,5%)      |
| Хиспаноамериканци | 32 (2,6%)     | 74 (5,8%)     |
| Укупно            | 1.247         | 1.269         |